# Kutama (Zimbabue)
Kutama es una ciudad en el distrito de Zvimba en la provincia de Mashonalandia Occidental en Zimbabue. La ciudad es la sede de la Universidad de Kutama.

## Celebridades
- Aquí nació y está enterrado Robert Mugabe, presidente de Zimbabue.[1]